# Macintosh Classic

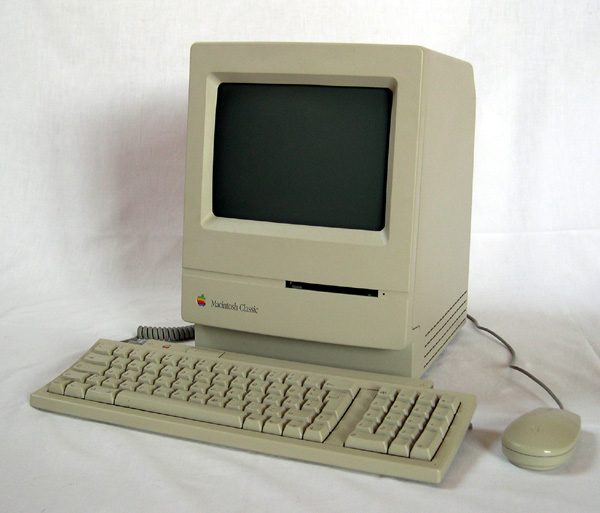
Macintosh Classic

El Macintosh Classic va ser un ordinador personal de la companyia Apple inc que va sortir al mercat el 15 d'octubre de 1990. Va ser el primer Apple Macintosh a vendre's als Estats Units per menys de 1.000 dòlars.
La seva producció va ser precedida per l'èxit del Macintosh Plus i del SE. El Classic utilitzava la mateixa pantalla TRC monocroma de 9 polzades i resolució de pantalla  de 512 x 342 pixels i el seu rendiment era baix de 4 MB de memòria d'ordinador, que també tenien els antics Apple Macintosh. Com a millores respecte al Macintosh Plus era un 25% més ràpid i incloïa un disquet de 3,5 polzades, l'Apple SuperDrive, com a estàndard.
El Macintosh Classic era una adaptació del disseny industrial del Macintosh 128K fet per Jerry Manock i Terry Oyama. El Classic va ser molt popular en el camp educatiu.

## Història

### Desenvolupament
Després que el cofundador d'Apple, Steve Jobs, deixés l'empresa el 1985, la secció «Desenvolupament del producte» va quedar a càrrec de Jean-Louis Gassée, mànager formal d'Apple França. Gassée va impulsar la línia de productes d'Apple cap a dues adreces, apuntant a una major «obertura» en termes d'expansibilitat i interoperabilitat i a un major preu. Gassée va argumentar durant molt temps que Apple no havia de vendre els seus ordinadors al «baix mercat», on els guanys eren baixos, sinó que havia de concentrar-se al «alt mercat» i en un marge de beneficis més alt. Va il·lustrar el concepte usant un gràfic on mostrava la proporció preu/rendiment d'ordinadors amb baixa potència i cost en la part inferior esquerra i màquines amb alta potència i més costoses en la part superior dreta. Aquest objectiu d'aconseguir el «superior dret» del mercat es va tornar un mantra entre els membres de l'administració superior, que es referien a la política del 55 per cent de marge de benefici de Gassée amb la frase «cinquanta-cinc o mort».
La política del «superior dret» va generar finalment una sèrie d'ordinadors amb preus incrementats. Els plans originals del primer Macintosh parlaven d'un ordinador amb valor al voltant dels 1.000 dòlars, però finalment va ser venuda per $2.495. Des d'allí, els preus dels Macs van començar a augmentar: el Macintosh Plus costava $2.599, (una mica més que l'anterior), el SE $2.900 o $3.900 depenent del model, i el Macintosh II bàsic, $5.500. Les màquines més modernes costaven encara més: el Macintosh IIcx valia $5.369, el IIci $6.269, i el IIfx $9.900 –tots sense monitors ni teclats. L'única màquina barata venuda per Apple en els anys 80 va ser el Mac Plus, venut al voltant de 2.000 $.
Havent abandonat la part «inferior esquerra» de compra anys abans, i sent ignorat a l'alt mercat dels PCs, els diners que Apple havia recaptat en la dècada dels vuitanta ràpidament va retrocedir. Aquesta situació va empitjorar encara més el Nadal de 1989, quan es va produir la primera disminució de vendes d'Apple en anys, i la caiguda del 20 per cent del preu de les accions de l'empresa en aquest trimestre.
El gener de 1990, Gassée va renunciar i la seva autoritat per al desenvolupament dels productes va ser dividida entre diversos successors. Molts enginyers d'Apple havien exigit durant cert temps opcions de cost més baixes per construir la quota de mercat i incrementar la demanda a través de l'espectre sencer de preus. Amb Gassée fora de l'empresa, ràpidament es van començar a introduir la venda de màquines de baix cost. Es van identificar tres sistemes: un ordinador d'un cost molt baix ($1.000), un ordinador de baix cost amb gràfics en color, i un ordinador més sofisticat amb gràfics en color per a un ús de negocis petits. Més tard, serien desenvolupats amb els noms de Macintosh Classic, Macintosh LC i Macintosh IIsi respectivament.

### Llançament
La revista MacWEEK va informar el 10 de juliol de 1990 que Apple havia pagat 1 milió de dòlars a Modular Computer Systems Inc., subsidiària de Daimler-Benz AG, pel dret de l'ús del nom «Classic» com a part d'un contracte de cinc anys. Apple no va renovar el contracte quan va finalitzar. MacWEEK va especular que el Macintosh Classic usaria el mateix microprocessador Motorola 68000 a 8 megahertz (MHz) i la mateixa pantalla de 9 polzades (23 cm) que el seu predecessor, i que costaria des dels $1.500 fins als $2.150.
El 15 d'octubre de 1990, John Sculley (posteriorment CEO d'Apple) va introduir en una conferència de premsa al Classic, anunciant que el preu començaria en $1.000 i dient, «Per captar nous clients, no solament vam reduir els preus dels nostres productes ja existents. També redissenyem aquests ordinadors des de zero, basant-nos en les característiques que els nostres clients ens han dit que més valoren». La nova estratègia d'Apple, que consistia en la rebaixa de preus, va causar preocupació entre els inversors, que van pensar que el marge de guanys es reduiria. Brodie Keast, a càrrec del màrqueting dels productes d'Apple, va dir, «Estem preparats per fer el que sigui perquè més gent usi Macintosh... El pla és ser tan agressius amb el preu com ho necessitem». Després del seu llançament, les accions d'Apple van cotitzar a $27,75 cadascuna, 50 centaus menys que el 12 d'octubre del mateix any, lluny també dels $50,37 als quals cotitzaven un any anterior.
El Classic va ser llançat a Europa i Japó al mateix temps que en els Estats Units. Al Japó, es va vendre per 198.000 ien (1.523 dòlars), més car que als Estats Units però igualant al preu de laptop de Toshiba, el Dinabook.
Després de gastar $40 milions en màrqueting per atreure nous compradors, Apple va tenir dificultats per aconseguir una alta demanda. El 1990, l'empresa va duplicar la seva capacitat de fabricació, amb l'ampliació de les seves plantes a Singapur i a Cork (Irlanda), on el Classic era assemblat. Per a un lliurament més ràpid, es va usar el transport aeri en comptes del marítim. L'escassetat va causar preocupació entre els distribuïdors, que van culpar a la pobra planificació del negoci per part d'Apple.
Scholastic Software havia rebut Macintosh Classics i LCs dotze mesos abans d'haver estat anunciats oficialment, i Scholastic va planejar llançar 16 productes nous per Macintosh el 1991. Peter Kelman, editor de Scholastic, va predir que el Classic es convertiria en «l'ordinador escolar dels noranta». El Classic es venia a les escoles per $800. Això i la disponibilitat de programari educatiu van fer al Classic popular a l'educació.

## Característiques
El model de baixa gamma tenia 1 MB de memòria, no comptava amb disc rígid i valia $999, mentre que el model de $1.499 contenia una memòria d'expansió d'1 MB addicional i un disc rígid de 40 MB. El Classic comptava amb diverses millores davant del Macintosh Plus: era un 25 per cent més ràpid que el Plus i incloïa un Apple SuperDrive de 3,5" com a estàndard. El SuperDrive podia llegir i escriure al Macintosh, MS-DOS, OS/2, i discos ProDOS. Aquest ordinador va ser l'últim Mac compacte a usar el CPU Motorola 68000.
El Classic usava el sistema operatiu System 6.0.7 amb suport per a totes les versions fins a System 7.5.5. Un HFS ocult de contingut en la memòria ROM incloïa el sistema System 6.0.3. El Mac Classic podia iniciar amb el System 6.0.3 pressionant Comandament + Opció + X + O durant l'arrencada.
Alguns venedors incloïen amb el Classic un paquet de programari anomenat Smartbundle. També venut per separat a $349, incloïa el processador de textos WriteNow de T/Maker, el programa de fulls de càlcul Full Impact d'Ashton-Tate, el programa per a base de dades RecordHolderPlus, i el programa per dibuixar i pintar SuperPaint 2.0 de Silicon Beach Software.

## Disseny

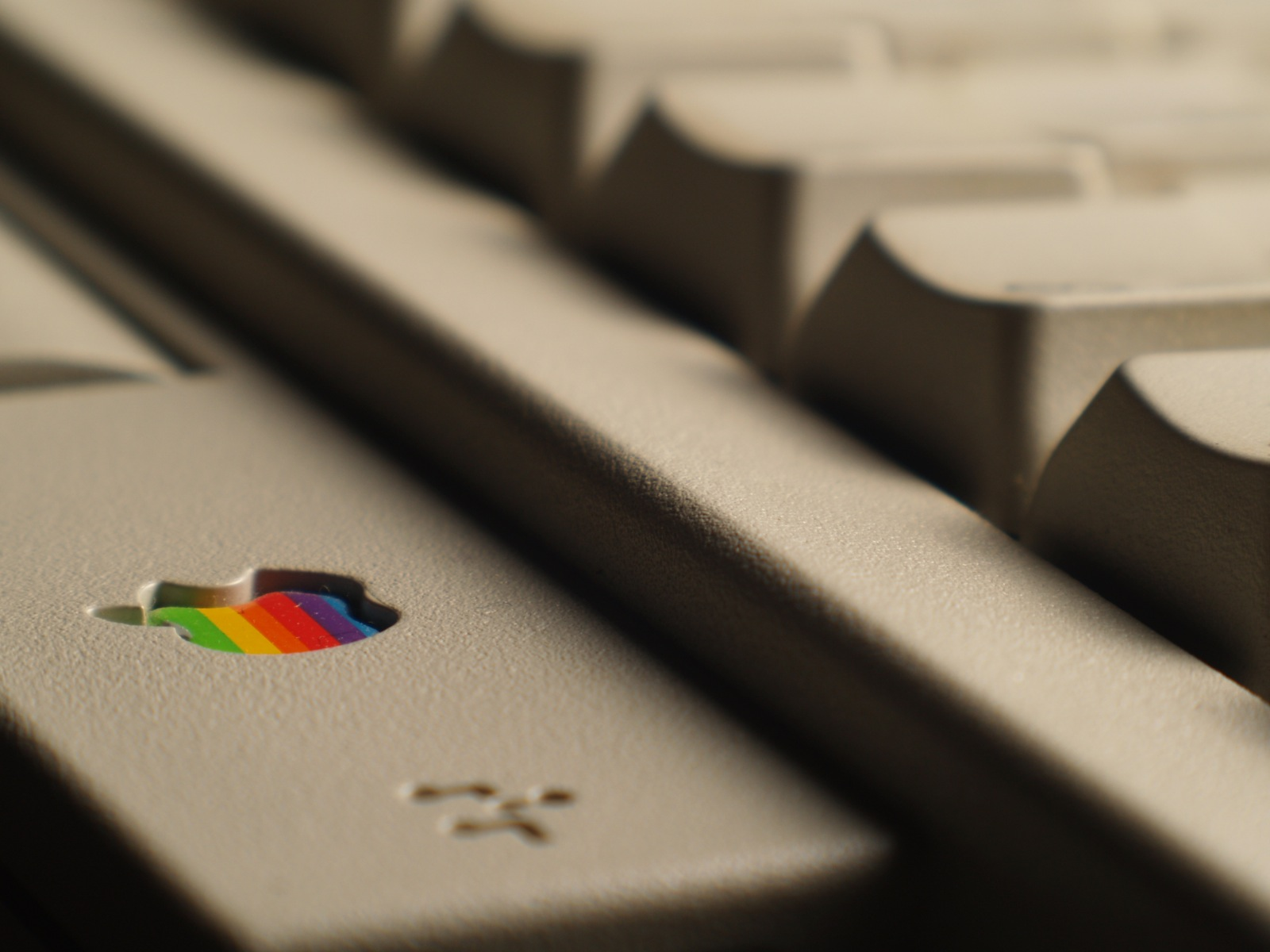
L'Apple Keyboard II era el teclat estàndard del Macintosh Classic.

El Macintosh Classic era l'adaptació final del disseny industrial del Macintosh 128K de Jerry Manock i Terry Oyama's, contenint alguns elements de l'original i conservant part del disseny «Snow White» usat en el disseny del Macintosh SE. L'únic romanent del SE era la ratlla a través del panell davanter (bisell) per a la unitat de disc flexible; les línies bisellades davanteres, distintives del SE, no van ser usades en el Classic, i les línies verticals al voltant de la seva base van ser substituïdes per quatre línies de ventilació També, la corba del bisell davanter va ser augmentada a la mateixa la corba radial d'1,3 m, com en el front del Macintosh LC i del Macintosh IIsi. El disc de resplendor de pantalla sobre aquest bisell també va ser llevat per a un millor control de programari. Després, aquest bisell frontal es va convertir en una «marca registrada» en el disseny dels productes Apple.
La placa base, placa principal dels circuits de l'ordinador, estava basat en el disseny del Macintosh SE. La seva grandària, no obstant això, va ser reduït utilitzant tecnologia de muntatge superficial fins als 23x13 cm, la meitat de la placa del SE. Aquest nou disseny i l'absència de slots d'expansió van mantenir baixos als costos de producció. El disseny del Classic va ser usat una vegada més el 1991 pel Classic II, que va superar al seu predecessor i va reemplaçar al Macintosh SE/30.

## Recepció
Alguns crítics del Macintosh Classic es van centrar en l'acompliment del processador i en la poca memòria. Liza Schafer de Home Office Computing va elogiar la facilitat d'ús i el preu de la màquina, però va criticar la visualització de 9-polzada (230 mm) perquè una fulla de carta comuna (8½ × 11 polzades) no es veuria en la seva grandària completa, i va advertir als quals requerissin gràfics amplis i capacitat d'autoedició perquè no adquirissin el Classic. Schafer va concloure dient: «El valor del Classic és més impressionant que el seu acompliment, però el seu acompliment és suficient perquè puguis treballar en aquesta novel·la, en aquesta base de dades o en aquest full de càlcul». PC Week va criticar la falta d'un processador ràpid, declarant: «La velocitat 7,8 MHz és adequada per a les aplicacions de text i amb gràfics limitats, però no és adequada per als usuaris que necessitin més programes. Per tant, el Classic és un ordinador apropiat per estar en la llar o per utilitzar-se durant un viatge». La crítica de PC User, per la seva banda, va declarar que «El processador lent i la falta de memòria del Macintosh Classic compensen els seus preus baixos». MacWEEK el va descriure com «un reemplaçament bo i econòmic pel Macintosh Plus que incorpora la visió original de Macintosh sis anys i mig després».
En l'edició de febrer de 1991 de Electronic Learning, Robert McCarthy va escriure: «Els mestres, els administradors educatius i els creadors de programari mostren entusiasme davant els nous ordinadors d'Apple Macintosh, de menor cost». Steve Taffe, mànager d'estratègia instruccional a MECC, creador i publicador de programari educatiu, va explicar el seu entusiasme davant el llançament de la Classic: «és impressionant - tant perquè és un Mac com pel seu preu baix. Ara tots poden comprar un Macintosh». Scholastic, una empresa especialitzada en el desenvolupament de programari educatiu, també va afalagar la capacitat d'Apple per competir amb les màquines MS-DOS, declarant: «Costen gairebé el mateix i són tan potents com els ordinadors MS-DOS, però els Apples tindran un nivell de comoditat superior». Sue Talley, encarregada de la planificació estratègica sobre l'educació d'Apple, va opinar sobre el Classic: «el veiem navegar per les seves diferents aplicacions on es necessita un nombre alt d'estacions potents, però on el color no és un problema important». Talley va esmentar que era més apte per a tasques d'escriptura i altres usos bàsics productius. En moltes escoles no es van incorporar Classics a causa de la falta d'un monitor amb color, una opció que sí tenia el Macintosh LC, de major preu.

## Especificacions
| Component           | Especificació |
| ------------------- | --- |
| Pantalla            | Pantalla de 9 polzades (23 cm) TRC monocroma, resolució de 512x342 píxels |
| Emmagatzematge      | Disc dur SCSI de 40 MB opcional, unitat SuperDrive per a disquet 3,5 |
| Microprocessador    | 8 MHz Motorola 68000 |
| Velocitat de Bus    | 8 MHz |
| Memòria RAM         | 1 MB, amb possibilitat d'expandir fins a 2 o 4 MB usant SIMMs 120 de 30 pins i slot d'expansió de RAM opcional |
| Memòria ROM         | 512 KB |
| Connexió de xarxes  | AppleTalk |
| Bateria             | Bateria de liti de 3,6 V |
| Dimensions físiques | 33,5 cm × 24,6 cm × 28,4 cm; llarg per ample per alt 7,26 kg |
| Connectivitat       | 1× ADB (teclat, ratolí) 2× Connector Mini-DIN-8 RS-422 Port sèries (impressora, mòdem, AppleTalk) 1× DB-19 (disquet extern) 1× DB-25 Connector SCSI (disc dur extern, escànner extern) 1× Jack 3,5 mm per auriculars |
| Slots d'expansió    | cap |
| Àudio               | 8-bit mono 22 kHz |
| Gestalt ID          | 17 (codi d'identificació d'ordinador) |
| Nom en clau         | XO |